# Asilus dioctriaeformis
Asilus dioctriaeformis är en tvåvingeart som beskrevs av Macquart 1846. Asilus dioctriaeformis ingår i släktet Asilus och familjen rovflugor.
Artens utbredningsområde är Mauritius. Inga underarter finns listade i Catalogue of Life.